# Tissemsilt
Tissemsilt   este un oraș  situat în nordul  Algeriei. Este reședința  provinciei  Tissemsilt.